# Coccura circumscripta
Coccura circumscripta är en insektsart som först beskrevs av Kiritchenko 1936.  Coccura circumscripta ingår i släktet Coccura och familjen ullsköldlöss. Inga underarter finns listade i Catalogue of Life.